# Кавингтон (Оклахома)
Кавингтон (енгл. Covington) град је у америчкој савезној држави Оклахома.

## Демографија
По попису из 2010. године број становника је 527, што је 26 (-4,7%) становника мање него 2000. године.
| Група             | 2000.       | 2010.       |
| Белци             | 511 (92,4%) | 479 (90,9%) |
| Афроамериканци    | 0 (0,0%)    | 1 (0,2%)    |
| Азијати           | 0 (0,0%)    | 0 (0,0%)    |
| Хиспаноамериканци | 7 (1,3%)    | 16 (3,0%)   |
| Укупно            | 553         | 527         |